# Ли Гван Сик
Ли Гван Сик (кор. 리광식, р.5 марта 1970) — северокорейский боксёр, призёр Олимпийских игр.

## Биография
Родился в 1970 году. В 1992 году стал бронзовым призёром Олимпийских игр в Барселоне.